# Мур, Шон
Шон Энтони Мур (англ. Sean Anthony Moore) — композитор, барабанщик/перкуссионист уэльской рок-группы Manic Street Preachers. Также на некоторых записях он исполнял партии трубы.
Является двоюродным братом товарища по группе Джеймса Дина Брэдфилда.

## Ранние годы
Шон Мур родился 30 июля 1968 года в Понтипуле, Монмутшир (Уэльс). В детстве Шон жил неподалёку от своего двоюродного брата Джеймса Дин Брэдфилда (James Dean Bradfield) в Блэквуде (Blackwood) и был тихим ребёнком. «С десяти лет я был изолирован ото всего и полностью предоставленный сам себе. Я жил ото дня ко дню». Он учился в местной общеобразовательной школе Оукдейл вместе с Джеймсом и другими будущими членами группы — Ники Уайром и Ричи Джеймсом Эдвардсом.
Его замкнутость была спровоцирована суровой юностью: родители развелись, когда ему было десять. Чтобы умерить страдания юного Шона, его мать Дженни (Jenny), решила отправить его в семью Брэдфилдов. Шон и Джеймс быстро сблизились: они делились книгами, записями — даже спали в двухъярусной кровати — и купили свои первые гитары в один день.
В любом случае, в отличие от остальных в группе Шон получил музыкальное образование в детстве. Он был самым молодым из когда-либо игравших на трубе в джазовом оркестре Южного Уэльса (South Wales jazz orchestra). Но, уже тогда использование его талантов подпадало и под политические намерения: даже ребёнком, он дул в медь на маршах организованных национальной организацией шахтеров (National Union of Miners).

## Личная жизнь
Шон женился в 2000 году. У него двое детей: Матильда Поппи и Феликс Филипп Оскар Мур. Они живут в Бристоле (Bristol).
Шон поддерживает футбольный клуб «Ливерпуль» (Liverpool FC). Также он поклонник Михаэля Шумахера (автогонщик).